# 天蓝绣球属
天蓝绣球属（学名：Phlox），也称福禄考属、草夹竹桃属，是花荵科下的一个属，为一年生或多年生草本植物。该属共有约50种，分布于北美。

## 下属物种
本属包括以下物种：
- 林地福禄考 Phlox divaricata Durand
- 小天蓝绣球 Phlox drummondii，也称福祿考
- 天蓝绣球 Phlox paniculata
- 针叶天蓝绣球 Phlox subulata